# Henrique de Meneses, 4.º Conde de Viana (do Alentejo)

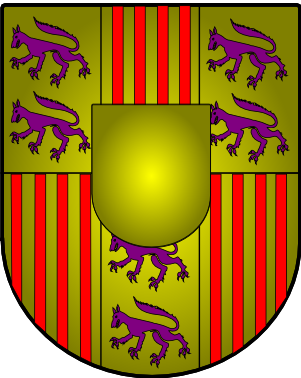
Brasão de Henrique de Meneses, 4º Conde de Viana do Alentejo.

Dom Henrique de Meneses, (c. 1450 – 1480, em data anterior a 17 de Fevereiro) foi um militar e nobre português, primogénito do segundo casamento de D. Duarte de Meneses, Conde de Viana e, por isso, neto de D. Pedro de Meneses, fundador da Casa de Vila Real.
Foi 4.º Conde de Viana do Alentejo, 3.º Conde de Viana (da Foz do Lima) (títulos herdados de seu pai e renovados em Fevereiro de 1464) e 1.º conde de Valença (título outorgado por carta de D. Afonso V, datada 20 de julho de 1464).
Por acordo feito com a Coroa, Henrique de Meneses devolveu o condado de Valença, sendo compensado, por carta datada de 12 de novembro de 1471, com o título de 1.º conde de Loulé outorgado por D. Afonso V, tendo este rei, já em 1476, outorgado o Senhorio de Loulé de Juro e Herdade fora da Lei Mental, permitindo que a sua Casa passasse para sua filha na falta de varão.
Foi ainda alferes-mor, na sucessão de seu pai, e teve a capitania de Alcácer-Ceguer que guardou toda a sua vida.

## Arzila
Em 1471 tomou parte na conquista de Arzila, de que foi nomeado Capitão-Môr em 27 de Agosto desse mesmo ano. 
"Morreu (em fins de 1479 ou princípios de 1480) no seu pôsto, às mãos dos mouros, como o prova uma carta de D. Manuel ao Papa em 1508, em que pede o priorado do Crato para D. João de Meneses, então conde de Tarouca, e irmão de D. Henrique". Sucedeu-lhe na capitania de Arzila Lopo Dias de Azevedo, do conselho de el-rei, craveiro de Coruche na Ordem de Avís (segundo David Lopes, p. 74).
Em 24 de Abril de 1480, sucedeu-lhe na capitania de Alcácer-Ceguer, Rui Vaz Pereira "pela maneira que o era o conde D. Henrique «que ora naquellas partes faleceu."

## Descendência
Casou com Guiomar de Bragança, filha de D. Fernando I, Duque de Bragança, de quem teve uma única filha, D. Beatriz de Meneses, que veio a ser 2.ª Condessa de Loulé, na sucessão de seu pai e condessa consorte de Marialva por casamento com Francisco Coutinho, 4.º Conde de Marialva.